# Карл I с трёх сторон
«Карл I с трёх сторон» или «Тройной портрет Карла I» (англ. Triple Portrait) — картина фламандского живописца Антониса ван Дейка, созданная в 1635—1636 годах. На данный момент картина является частью Королевской коллекции, находится в Виндзорском замке.
На картине изображён король Англии Карл I в трёх ракурсах. Изображения короля отличаются цветом костюма и узором кружева воротника, но голубая лента Ордена Подвязки присутствует у каждого из них.
Портрет создавался для последующей отправки в Рим, где на его основе итальянский скульптор Джованни Лоренцо Бернини должен был изваять бюст короля. В 1638 году Папа Урбан VIII отправил скульптуру королеве Генриетте Марии в надежде на то, что это поспособствует примирению римско-католической и англиканской церквей. При дворе отметили мастерство и сходство бюста авторства Бернини с королём; королева Генриетта Мария заказала впоследствии свою скульптуру, но из-за гражданской войны заказ так и не был выполнен. После революции бюст Карла I был продан, после вернулся в Королевскую коллекцию, но был уничтожен во время пожара в Уайтхолльском дворце в 1698 году.
Картина осталась у Бернини и перешла по наследству к его семье; около 1802 года у потомков скульптора её приобрёл британский коллекционер Уильям Бьюкенан. В 1822 году картина была выкуплена для пополнения собрания Королевской коллекции, сейчас портрет выставлен в Виндзорском замке.
Предположительно картина создавалась под влиянием тройного портрета авторства Лоренцо Лотто 1530 года. В свою очередь портрет Карла I Ван Дейка мог повлиять на создание Филиппом де Шампенем «Портрета кардинала Ришельё в трёх ракурсах» (1637) и «Rosa Triplex» Данте Габриэля Россетти (1874).
Впоследствии было создано множество копий портрета, одна, созданная примерно в 1750 году, хранится в собрании Музея Виктории и Альберта.

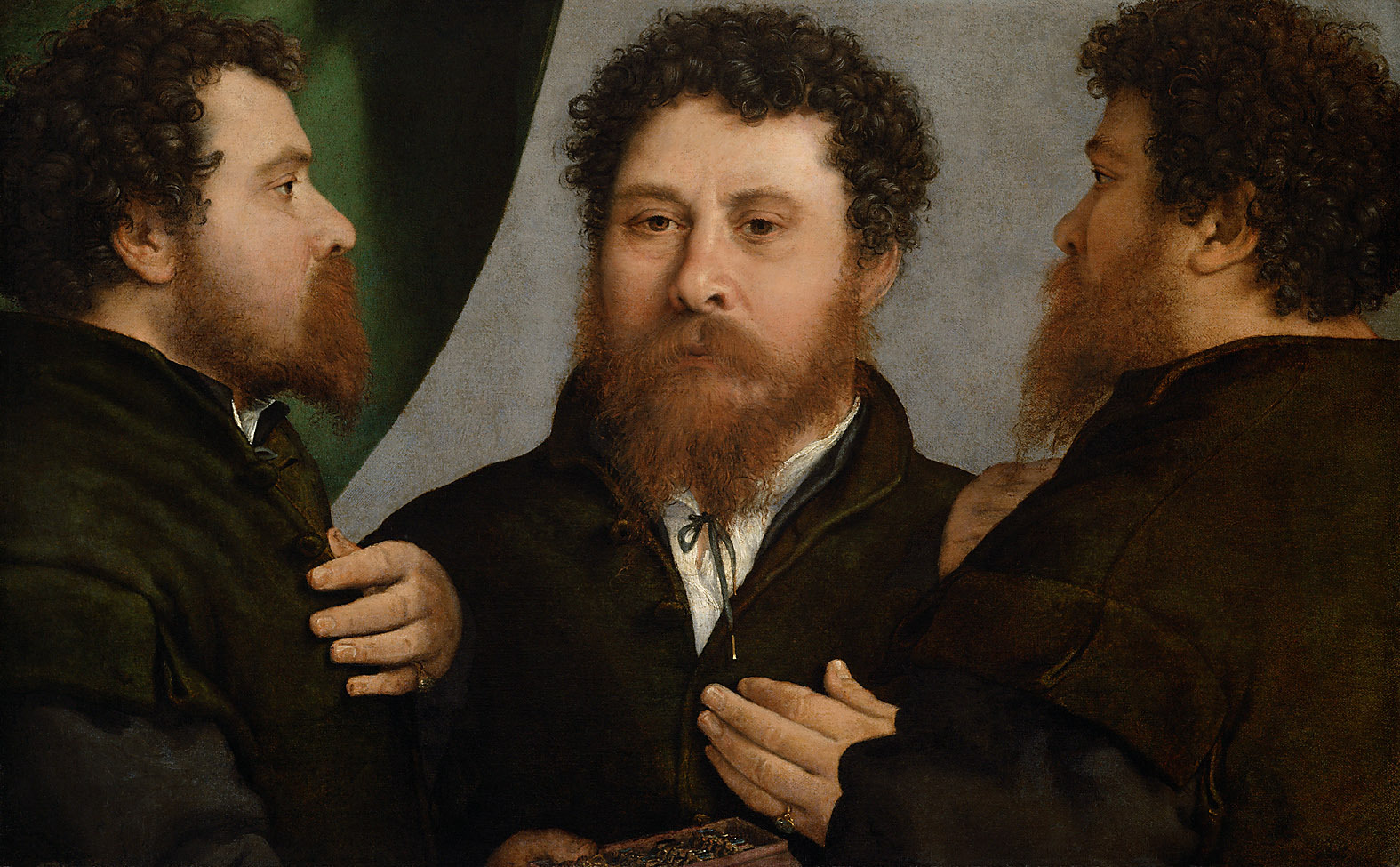
Лоренцо Лотто. Портрет ювелира с трёх сторон.  1530. Холст, масло. Музей истории искусств, Вена
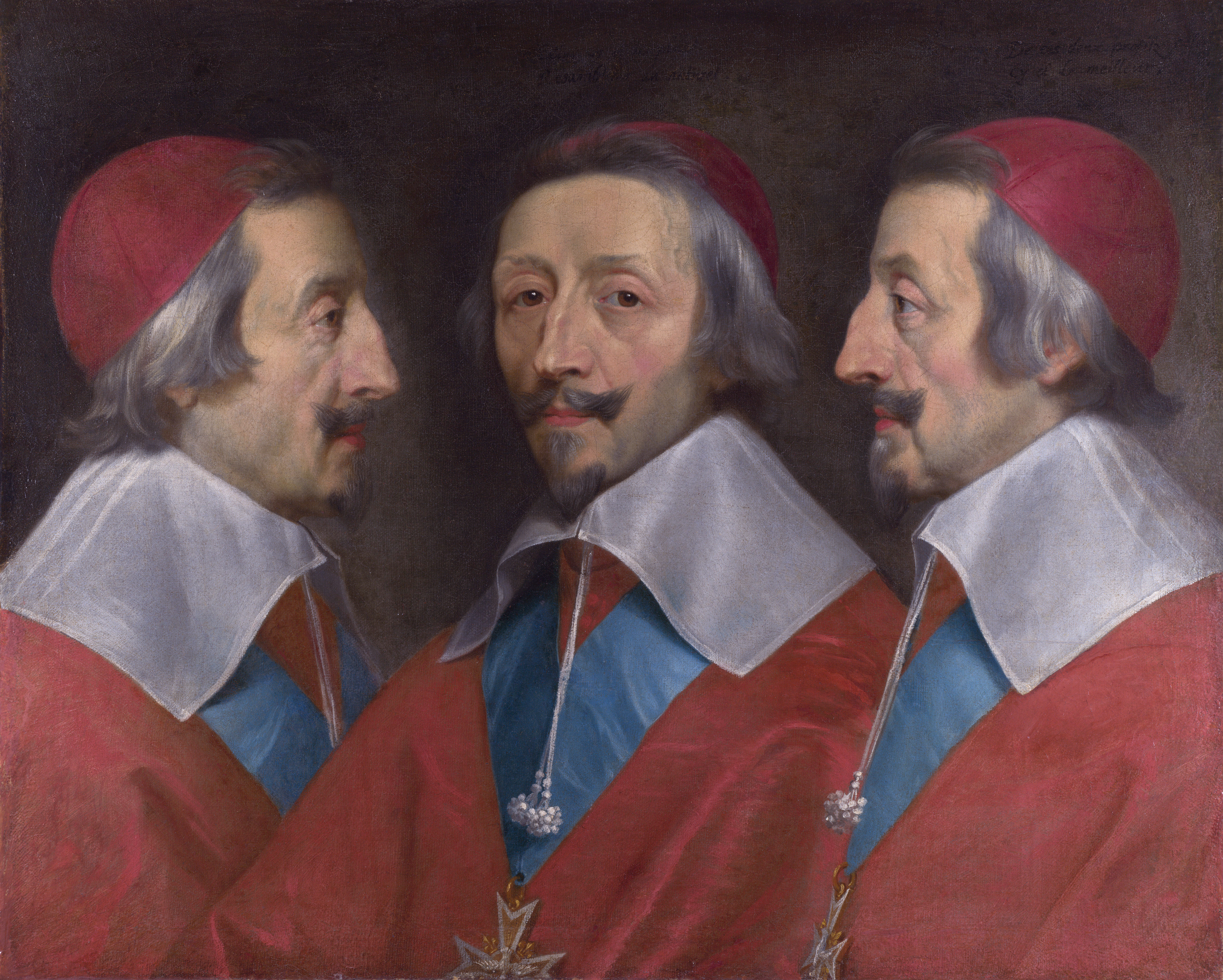
Филипп де Шампень. Портрет кардинала Ришельё. 1637. Холст, масло. Национальная галерея, Лондон
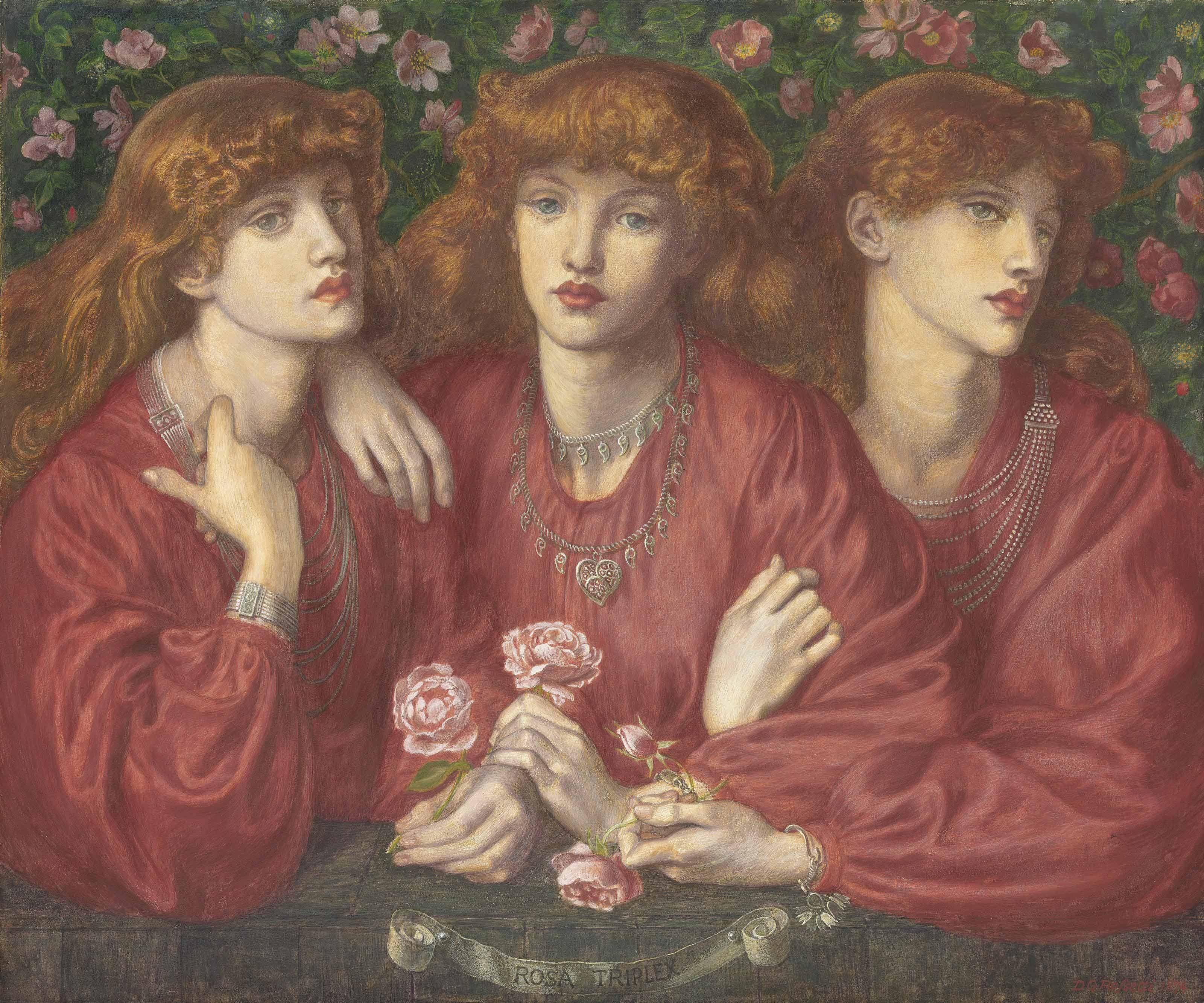
Данте Габриэль Россетти. Rosa Triplex. 1874. Бумага, карандаш, акварель, гуашь. Частное собрание